# ريكاردو دي لا إسبرييا
ريكاردو دي لا إسبرييا Ricardo de la Espriella (ولد في سبتمبر 1934) رئيس سابق لجمهورية بنما من يوليو 1982 حتى فبراير 1984.
درس الاقتصاد في جامعة ستانفورد، وكان من محافظي البنك المركزي في بنما، وتولى منصب نائب رئيس الجمهورية في بنما عام 1978، عندما ضغط الجيش على الرئيس أريستيدس رويو للاستقالة قبل انتهاء ولايته. وعندما أدى دي لا إسبرييا اليمين كرئيس مؤقت، قرر باريديس من قواد الجيش إغلاق كل الصحف في البلاد، بما فيها صحيفة لا برينسا التي أصبحت صوت الضمير في البلاد.
فأمر دي لا إسبرييا الأمن بمهاجمة الصحيفة وتكسيرها بما فيها. ثم شكل حكومة جديدة في أغسطس 1982 ضمت مستقلين وأعضاء من الحزب الليبرالي والحزب الثوري الديمقراطي.
لكن تم الضغط عليه من جانب الجيش من أجل دعم شخصيات أخرى في الحكومة عام 1984 وعندما لم يستجب لهم، اضطروه إلى الاستقالة فاستقال.

## روابط خارجية
- ريكاردو دي لا إسبرييا على موقع مونزينجر (الألمانية)